# Metajna
Metajna je naselje na sjevernom dijelu otoka Paga u Hrvatskoj. Ekonomija se bazira na turizmu, ovčarstvu, ribarstvu i vinogradarstvu. 
Najveća plaža u uvali je plaža "Ručica". Nedaleko od plaže "Ručica" nalazi se i plaža "Beriknica".

## Povijest
Metajna pripada skupu sela koje otočani zovu Barbati. Iako postoje mnogi dokazi o postojanju naselja i prije dolaska Hrvata na otok Pag, današnja Metajna je nastala negdje krajem 17. ili početkom 18. stoljeća doseljenjem obitelji Kurilić i Dapković (danas Datković) iz grada Paga radi izlova tune i druge ribe. Metajna se još nazivala i Južno Selo, a pretpostavlja se da je ime Metajna dobila po meti, kako otočani nazivaju metvu. Za vrijeme Drugog svjetskog rata u blizini se nalazio ustaški koncentracijski logor Slana.

## Klima
Klima je blaga, mediteranska. Ljeta su vrlo topla, a zime su kišne. Metajna je kao i cijeli sjeverni dio otoka Paga zimi izložena jakoj buri. To je jedan od razloga što na toj strani otoka nema mnogo raslinja. Sezona kupanja počinje u svibnju, a završava u listopadu.

## Stanovništvo
- 2011. – 236
- 2001. – 247
- 1991. – 272 (Hrvati – 271, ostali – 1)
- 1981. – 281 (Hrvati – 277, ostali – 4)
- 1971. – 321 (Hrvati – 321)
- 1961. – 350 (Hrvati – 347, ostali – 3)

| broj stanovnika |       |       | 106   | 134   | 151   | 191   | 191   |       | 315   | 324   | 350   | 321   | 281   | 272   | 247   | 236   | 253   |
|                 | 1857. | 1869. | 1880. | 1890. | 1900. | 1910. | 1921. | 1931. | 1948. | 1953. | 1961. | 1971. | 1981. | 1991. | 2001. | 2011. | 2021. |

## Promet
Između Metajne i Novalje postoji redovna autobusna linija. Za vrijeme ljetnih mjeseci, iz Metajne prema Zrću prometuje veliki broj autobusa Riječkog prijevoznika autotroleja. Ti autobusi dolaze u ispomoć zbog velikog broja turista kojima treba prijevoz do Zrća.  

## Spomenici i znamenitosti
U Metajni se nalazi crkva Pohođenja Blažene Djevice Marije koja je izgrađena 1487. godine. Zvono na crkvi datira iz 1521. godine, što ga čini trećim najstarijim zvonom Zadarske nadbiskupije.
Mjesno groblje i mrtvačnica nalaze se na brdu iznad naselja.
U Metajni se nalazi i područna škola koju pohađaju učenici od 1. do 4. razreda.